# Justerini & Brooks
Justerini & Brooks Ltd. è una distilleria facente capo al gruppo britannico Diageo.
Fondata nel 1749 a Londra dall'italiano Giacomo Justerini, è nota per il marchio di whisky J&B.

## Storia
Le origini della società partono nel 1749, quando il bolognese Giacomo Justerini, dopo essersi innamorato del soprano Margherita Bellino decide di trasferirsi a Londra con lei.
Essendo nipote di un droghiere, emigrando aveva portato con sé degli appunti che includevano ricette per la preparazione di bevande alcoliche, e notando come gli inglesi avessero una grande passione per il consumo di liquori dolci, intuendo la possibilità di sviluppare affari nel business cercò un socio che potesse sostenerlo economicamente. Venne così in contatto con George Johnson, un investitore nipote di un attore che aveva conosciuto tramite Margherita Bellino. Entrambi decisero perciò di fondare uno spaccio di vini e liquori che venne chiamato Johnson & Justerini, dal nome dei due proprietari. L'attività riscuote abbastanza successo, data anche l'abilità di Justerini nel cimentarsi nella creazione di elisir alcolici; tuttavia questi nel 1760 decide di tornare a Bologna e ritirarsi a vita privata. L'attività viene così continuata dal solo Johnson, il quale viene affiancato da suo nipote Augustus. L'espansione dell'attività non si arresta, e la Johnson & Justerini tramite relazioni lavorative con fornitori e grossisti diventa uno dei maggiori esportatori di bevande alcoliche in Europa continentale. Nel 1761, dopo aver fornito i vini per l'incoronazione di Re Giorgio III e per il matrimonio reale, la Corona Britannica attribuisce alla Johnson & Justerini il riconoscimento di fornitori di vino esclusivi del nuovo Re, e subito dopo, conferisce alla ditta il Royal Warranty, onorificenza che le sarà mantenuta da altre otto monarchie consecutive. Nel 1785 George muore, e le redini della ditta passano in mano a suo figlio Augustus, il quale nel 1831 decide di vendere l'azienda a un uomo d'affari, Alfred Brooks, che decide di rinominare l'azienda Justerini & Brooks. Nel 1858 la Regina Vittoria viene proclamata Imperatrice d'India; ciò consente all'azienda, ben vista dalla Corona, di espandere il suo business anche nei territori internazionali governati dall'Impero Britannico. Nel 1866 viene decisa l'apertura di una sede a New York per il commercio con l'estero. Nel 1876 Alfred Brooks decide di cedere la guida dell'azienda a suo genero William Cole, il quale per continuare lo sviluppo della ditta organizza gli acquisti di grosse quantità di stock di vino novello. Nel 1884 Justerini & Brooks è una delle prime ditte inglesi ad acquistare grossi quantitativi di malto scozzese per la produzione di blended whisky; nello stesso anno Alfred Brooks viene in contatto con Andrew Usher, un mercante di distillati di Edimburgo tra i primi a commercializzare i blended whisky. Usher, coadiuvato dal suo socio James Anderson, mira a creare insieme a Brooks uno Scotch Whisky di un gusto particolare, mirante soprattutto a conquistare il favore di nuovi consumatori: nasce così il J&B Club. Visto il successo ottenuto, l'azienda si concentra sul business dei whisky, mettendo in secondo piano quello dei liquori. Nel 1889 William Cole, poco prima della sua morte decide di vendere la Justerini & Brooks alla Anderson & Newbiggin, azienda di proprietà di Usher e Anderson. Nel 1908 Sarcey, uno champagne di pregio della società, comincia ad essere fornito a Re Edoardo VII. Nel 1914 Justerini & Brooks inizia la vendita diretta senza aggiunta di imposte dei propri prodotti dalle proprie cantine di Londra ai consumatori. Nel 1929 Eddie Tatham, amico di famiglia di Anderson, diventa direttore della compagnia; nel 1930, durante il proibizionismo, decide di partire per gli Stati Uniti per rifornire clienti americani facoltosi che avevano effettuato ordini con la Justerini per dei campioni di una nuova miscela di whisky. Tatham sarà però arrestato alla Grand Central Station di New York e liberato successivamente su cauzione. Poco dopo, Tatham incontra Charlie Julian, un miscelatore molto famoso; insieme, partendo dalla miscela di Eddie, iniziano la creazione del nuovo whisky J&B Rare. Nel 1932 il prodotto viene messo in commercio per la prima volta. Il J&B Rare era stato appositamente studiato per il consumo del pubblico americano: nel 1937 viene siglato un accordo con Charlie Guttmann e la sua compagnia Paddington Corporation di New York, per l'esportazione dei prodotti Justerini & Brooks oltreoceano; si calcola che nella metà degli anni cinquanta la società effettuasse spedizioni per circa 25.000 casse all'anno, prevalentemente negli stati della Costa Orientale. Poco dopo la società si fonde con la distilleria Twiss & Browning & Hallowes Ltd., e si trasforma in United Wine Traders. Nell'operazione viene anche rilevata e inglobata nel gruppo la distilleria Charlie, Richards & Co. Nel 1962 la società si fonde con la W&A Gilbey Ltd., prendendo così il nome di International Distillers and Vintners Ltd.. La nuova entità permette tra l'altro alla vecchia Justerini & Brooks di prendere il controllo della Gilbey's Scotch Whisky distilleries e quindi il possesso di un segmento che non aveva mai avuto prima di allora. IDV allargò il suo orizzonte commerciale verso Australia e Sudafrica e nel resto d'Europa diventando presto il secondo produttore mondiale di Scotch Whisky. Nel 1972 IDV viene rilevata dal produttore di birra britannico Watney Mann, la quale a sua volta viene poco dopo rilevata dalla multinazionale alimentare britannica  Grand Metropolitan. Viene appositamente rinominata la divisione del gruppo per il business scozzese, IDV Scotch Whisky Operations Unit, in J&B Scotland Ltd, per mantenere verso i consumatori la radice e l'origine del gruppo. Nel 1997 Grand Metropolitan si fonde con il gruppo irlandese delle birre Guinness, dando vita al gigante britannico delle bevande alcoliche Diageo.

## Situazione attuale
Attualmente il brand J&B è posizionato al quarto posto nel mercato dei whisky più venduti al mondo, con una particolare incidenza nei mercati dell'area del Mediterraneo (Spagna, Portogallo, Francia), in Sudafrica e negli Stati Uniti. Le vendite annuali si aggirano intorno alle sei milioni di casse vendute. Anche dopo la fusione in Diageo, Justerini & Brooks ha continuato, perlopiù attraverso canali di vendita privati, la sua attività di rifornimento e produzione di vini Chateaux tra i quali: Domaine du Comte Liger-Belair, Petrus, Lafleur, Bruno Clair, Didier,  Dagueneau, J L Chave, J. J. Prum, Domaine Weinbach, Elio Altare, e  Heitz Cellars, oltre a distribuire vini e bevande alcoliche pregiate per ristoranti e alberghi del Regno Unito. La divisione di Diageo ha riportato nel 2019 ricavi per $4m (£3.261m.); gli impiegati sono pari a 24 unità.